# 拠点校 (学生運動)
拠点校（きょてんこう）とは、拠点となる学校。日本の政治分野では、学生自治会が事実上新左翼などの特定党派の支配下に置かれている大学を指す場合が多い。

## 概要
学生運動が衰退し始める1970年代以降、大学内の内ゲバが激しさを増し、特定の新左翼党派が学生自治会を事実上乗っ取る（加入戦術）傾向が現れた。これが「拠点校」の起源である。
年が経つにつれて、新左翼活動家に占める学生の割合は自然低下していったが、多くの新左翼党派は学生運動に淵源を発することから、学生自治会を重要視し、他党派を排除して大学の拠点校化を推し進めて行った。
拠点校となった大学では、「○○大学学生代表」という肩書きが手に入るだけでなく、学生から徴収される自治会費が新左翼党派の貴重な資金源になるなど実利的なメリットもある。そして全学生の総意から懸け離れた政治活動（三里塚闘争や反皇室闘争など）を学内外に展開し、拠点校を「不抜の砦」「全人民解放の砦」と称して、その勢力を誇示した。
しかし1990年代後半から2000年代に入ると、長年拠点校にされてきた大学当局は反撃に転じ、早稲田大学から革マル派が、明治大学から革労協が相次いで締め出され、駿河台本校での学園祭は廃止された（早稲田に至っては、大学祭が数年間開催できないという事態にまで発展した）。そして法政大学も中核派を締め出そうとし、現在紛争中である（法政大学学生運動の一斉検挙を参照）。